# Chris Shermer

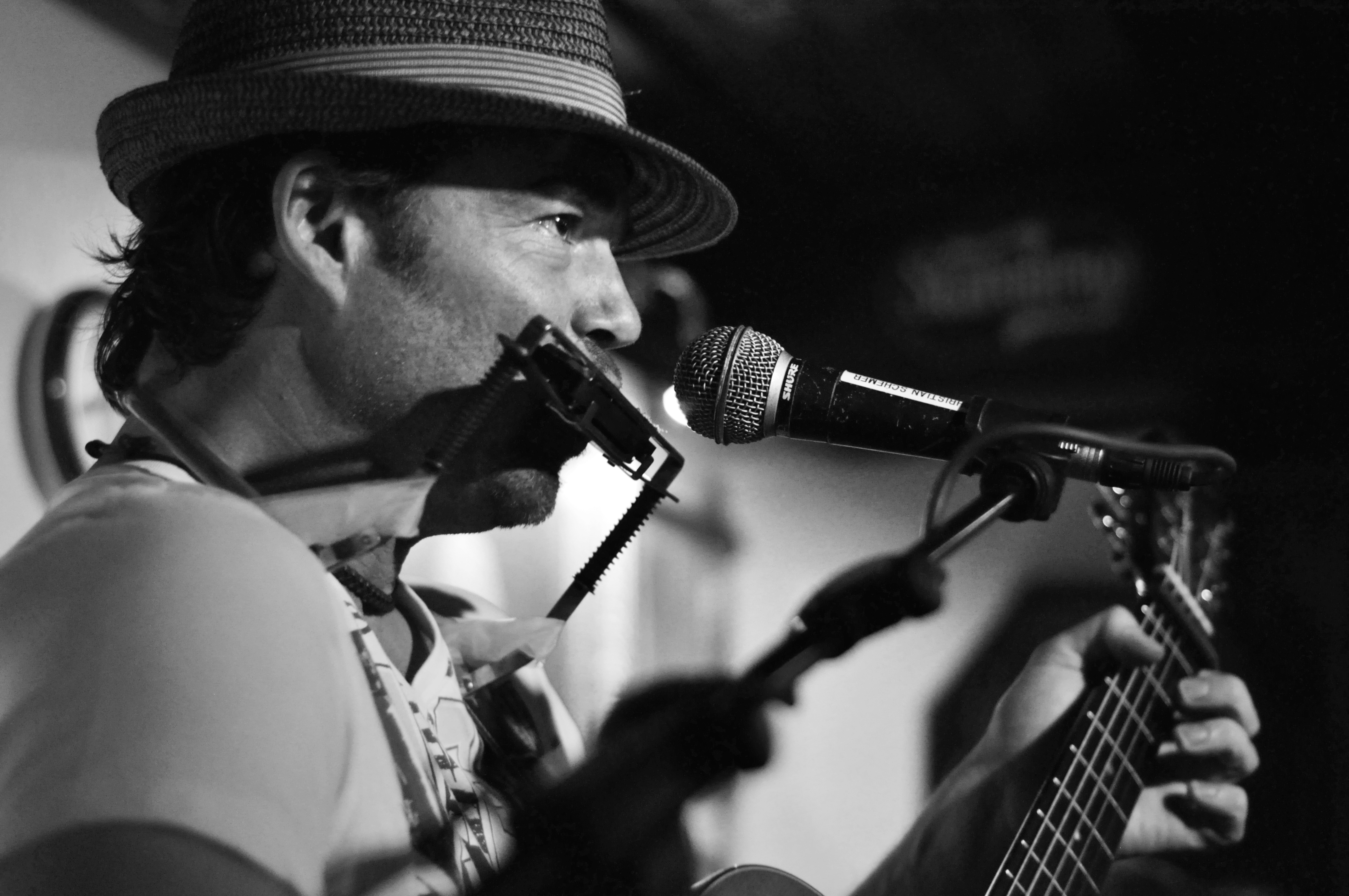
Chris Shermer

Chris Shermer (* 1972 als Chris Schermer) ist ein österreichisch-australischer Komponist, Sänger und Gitarrist.
Shermer wurde als Sohn der Australierin Annabelle Wood und des Österreichers Gernot Schermer geboren und ist nach der frühen Scheidung der Eltern abwechselnd in London, Zell am See und Australien aufgewachsen. Im Alter von elf Jahren wurde er österreichischer Staatsmeister im Breakdance und gewann danach noch zahlreiche Wettbewerbe. Im Anschluss erlernte er autodidaktisch das Gitarrenspiel. Es folgten Gitarrenworkshops bei Peter Ratzenbeck, Michael Langer und Hans Theessink.
Shermer studierte Gitarre am „London Guitar Institute“, Jazzgesang am Konservatorium Wien und auch an der Universität für Musik und darstellende Kunst in Graz bei Mark Murphy, Sheila Jordan, Michele Hendricks, Jay Clayton und Ines Reiger. Bei Fran Lubahn erfolgte eine Ausbildung in Klassischem Gesang.
Erste Erfahrungen sammelte er als Straßenmusiker in Australien, Europa und in den USA. Sein erstes Album mit dem Titel „Sweet Sinse“ nahm Shermer mit 17 Jahren auf. Bald folgte das auf ZAK Music veröffentlichte Album „Behind The Shades“. Das dritte Album „Songs from the Cellar“ nahm er mit Joe Harpf, Wolfram Derschmidt und Harry Tanschek auf. In dieser Formation spielten sie in der Band „Chris Shermer and the FonK“.
Er erhielt 1999 von der Bühnenwerkstatt Graz und der Stella Academy Hamburg jeweils ein Stipendium. Sein letztes Album „Diamonds from Demons“ erschien 2009. Seinen größten YouTube-Hit landete Chris Shermer im Sommer 2013 mit seiner Single Pinzgaua Rastaman.